# Поллайоло, Антонио дель
Антонио дель Поллайоло, собственно Антонио ди Якопо де Антонио Бенчи (итал. Antonio del Pollaiolo, Antonio di Jacopo de Antonio di Benci) (ок. 1433, Флоренция — 4 февраля 1498, Рим) — итальянский живописец, скульптор, ювелир и гравёр, автор золотых и серебряных изделий, бронзовых надгробий и алтарных картин. Мастер флорентийской школы позднего кватроченто. Старший брат художника Пьеро дель Поллайоло и, по утверждению Джорджо Вазари, родственник Симоне дель Поллайоло по прозванию «Кронака» (не подтверждается современными исследователями).

## Биография
Антонио дель Поллайоло родился в семье Якопо де Антонио дель Поллайоло (1399—1480), ювелира из Флоренции. Его брат Пьеро (1443—1496) также был художником, и они часто работали совместно. Братья получили свое прозвание благодаря профессии деда и отца, который помимо работы ювелиром торговал цыплятами (итал. pollaiolo — торговец птицей, цыплятами). Антонио также оказал влияние на творчество Сандро Боттичелли, вследствие чего многие неатрибутированные произведения стилистически близкие кругу «Поллайоло-Боттичелли» приписывают таинственному мастеру под именем Амико ди Сандро (Друг Сандро).
Первые занятия по ювелирному делу, гравированию и чеканке по металлу Антонио проходил либо с отцом, либо с Андреа дель Кастаньо, который, вероятно, обучал его также живописи. Другие источники сообщают, что он работал во флорентийской мастерской Бартолуччо ди Микеле, где так же обучался Лоренцо Гиберти. В то время он также увлекся резцовой гравюрой на меди. Начинал свою творческую деятельность в качестве ювелира. Он также был учеником Доменико Венециано, испытал влияние Донателло.
Мастерская братьев Поллайоло была одной из самых влиятельных во Флоренции и конкурировала с мастерской другого выдающегося мастера: Андреа дель Верроккьо. Антонио нанял многочисленных учеников и сотрудников, которые занимались изготовлением статуй, картин, рельефов, текстильных и ювелирных изделий.
Он сочетал изучение Пропорционирование пропорций и строения тела человека, в том числе в античном искусстве, чтобы придать своим изображениям большую согласованность и достоверность. Интерес к пластической анатомии человека был в то время во Флоренции настолько велик, и братья Поллайоло сами проводили анатомические вскрытия, чтобы улучшить свои знания в этой области. Известны их анатомические рисунки. Одним из ранних примеров такой работы является «Битва обнажённых», рисунок и гравюра на меди. Изображённая сцена не имеет определённого сюжета, кроме очевидного стремления передать анатомию человека в движении и борьбе.
Эта гравюра оказала своё действие при создании Перуджино картины «Битва любви и целомудрия», созданной для кабинета Изабеллы д’Эсте и ныне находящейся в Лувре, а также на произведение Микеланджело «Битва при Кашине». В живописи Поллайоло также заметно стремление к точной передаче формы человеческого тела. Это видно на примере картины «Аполлон и Дафна», очевидно, написанной до 1470 года.
Некоторые картины Поллайоло демонстрируют его пристрастие к изображению жестоких сцен, это можно увидеть в изображении казни Святого Себастьяна, картины, написанной в 1473—1475 годах для капеллы Сантиссима-Аннунциата во Флоренции. Однако его женские портреты, напротив, демонстрируют спокойствие и пристальное внимание к чертам лица, красоте модели, деталям одежды и украшениям, что было нормой в портретной живописи конца XV века.
После 1475 года Антонио дель Поллайоло посвятил себя скульптуре и достиг наибольших успехов именно как скульптор. Точно атрибутировать многие его произведения сложно, поскольку он постоянно работал в сотрудничестве с братом Пьеро. В области скульптуры Антонио отдавал предпочтение небольшим композициям из бронзы и никогда не обращался к мрамору, за исключением мужского портрета, который ныне находится в музее Барджелло в зале Верроккьо.
Некоторые специалисты считают его автором изображения младенцев-близнецов Ромула и Рема в качестве дополнения к бронзовой скульптуре древнеримской мифологической волчицы пятнадцатого века, вскормившей основателей древнего Рима.
С 1477 года вместе с братом Антонио занимался изготовлением серебряных рельефов для алтаря флорентийского Баптистерия. В 1484 году Антонио поселился в Риме и они с братом получили несколько заказов на создание надгробий для римских пап. Наиболее известной скульптурной работой Антонио дель Поллайоло стало надгробие римского папы Cикста IV из посеребрённой бронзы (1493), которое ныне хранится в «Сокровищнице Святого Петра в Ватикане».
В 1496 году Антонио дель Поллайоло отправился во Флоренцию, чтобы завершить уже начатую работу в сакристии Санто-Спирито.
Художник скончался в Риме. Согласно его завещанию, Антоний был похоронен в базилике Сан-Пьетро-ин-Винколи, слева от входа в церковь ему воздвигнут памятник рядом с памятником его брату.

## Галерея

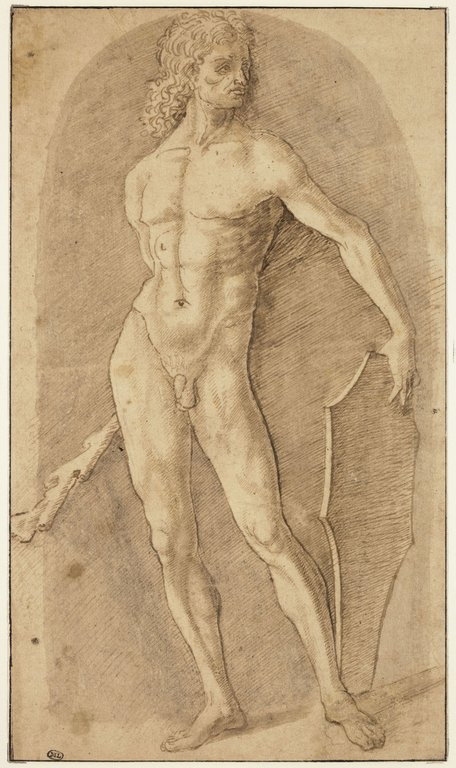
Геркулес. Бумага, перо, сепия. Лувр, Париж
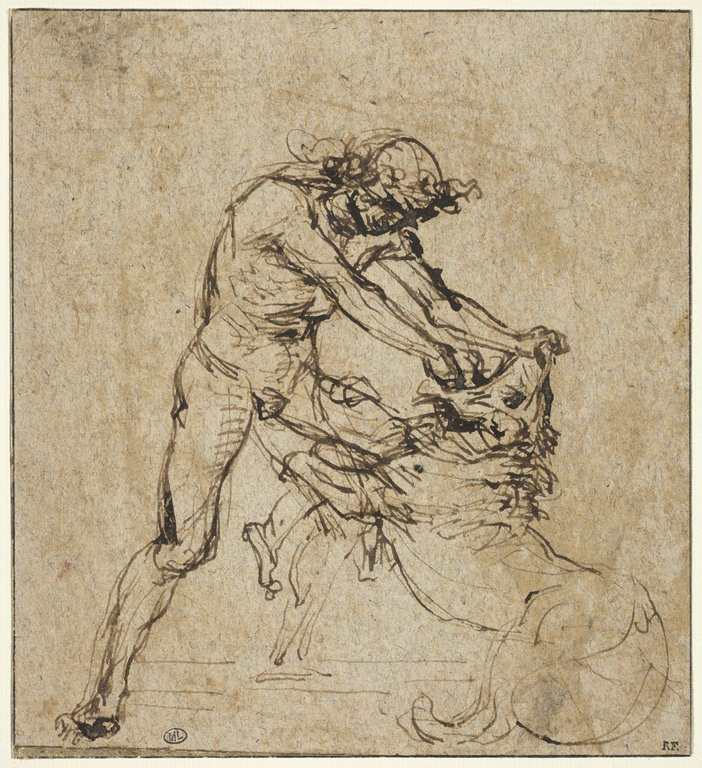
Геркулес побеждает Немейского льва. Бумага, перо, чернила. Лувр, Париж
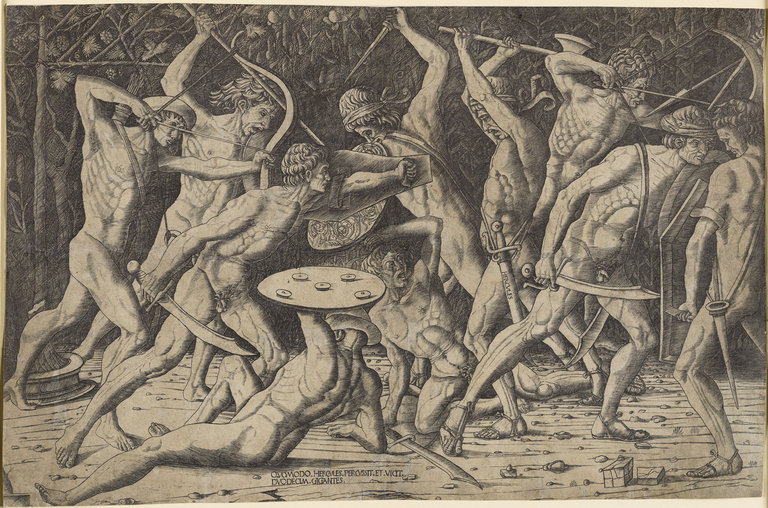
Битва Геркулеса с гигантами. Гравюра резцом на меди
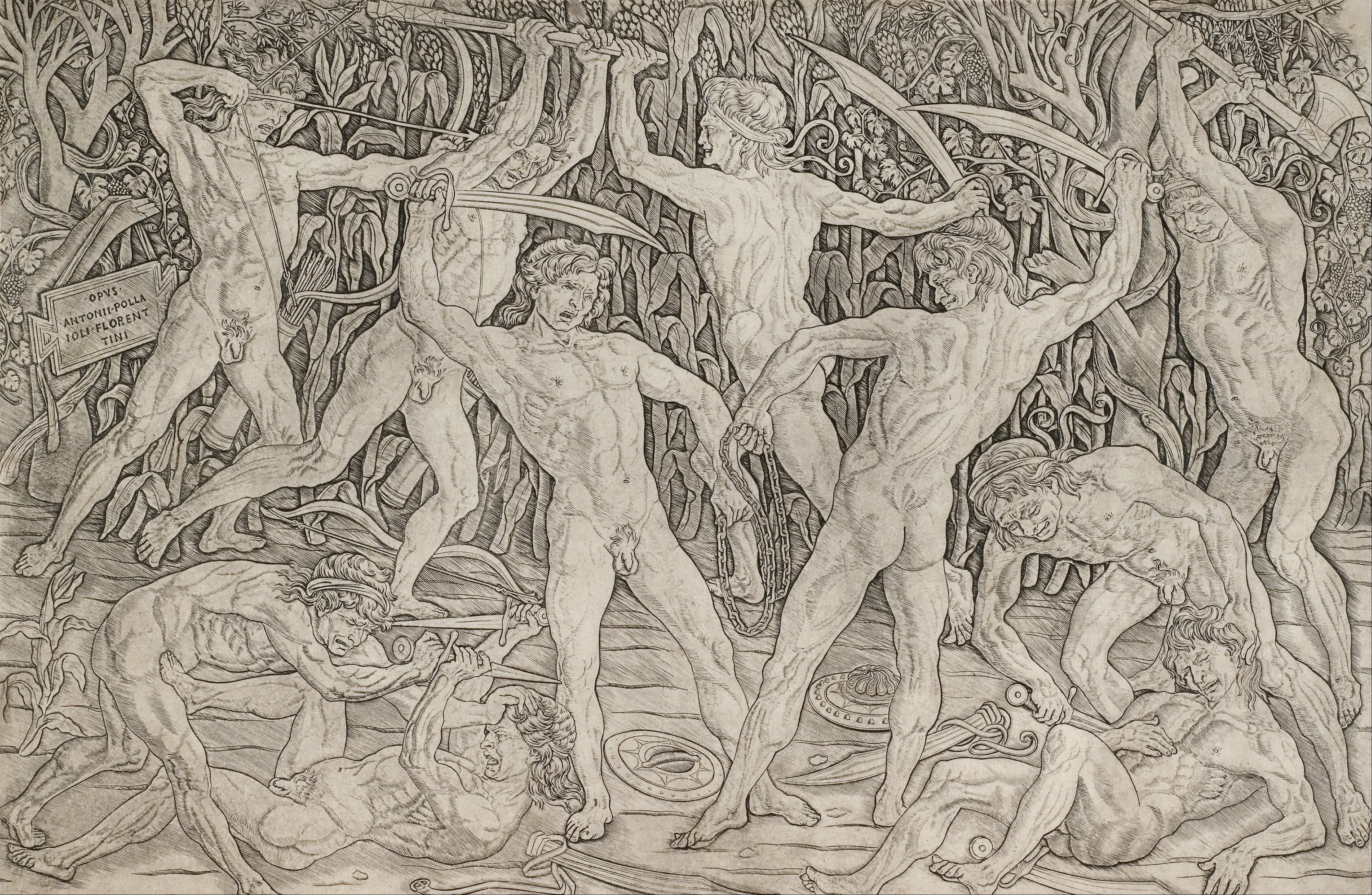
Битва обнажённых. Между 1470 и 1475. Гравюра резцом на меди
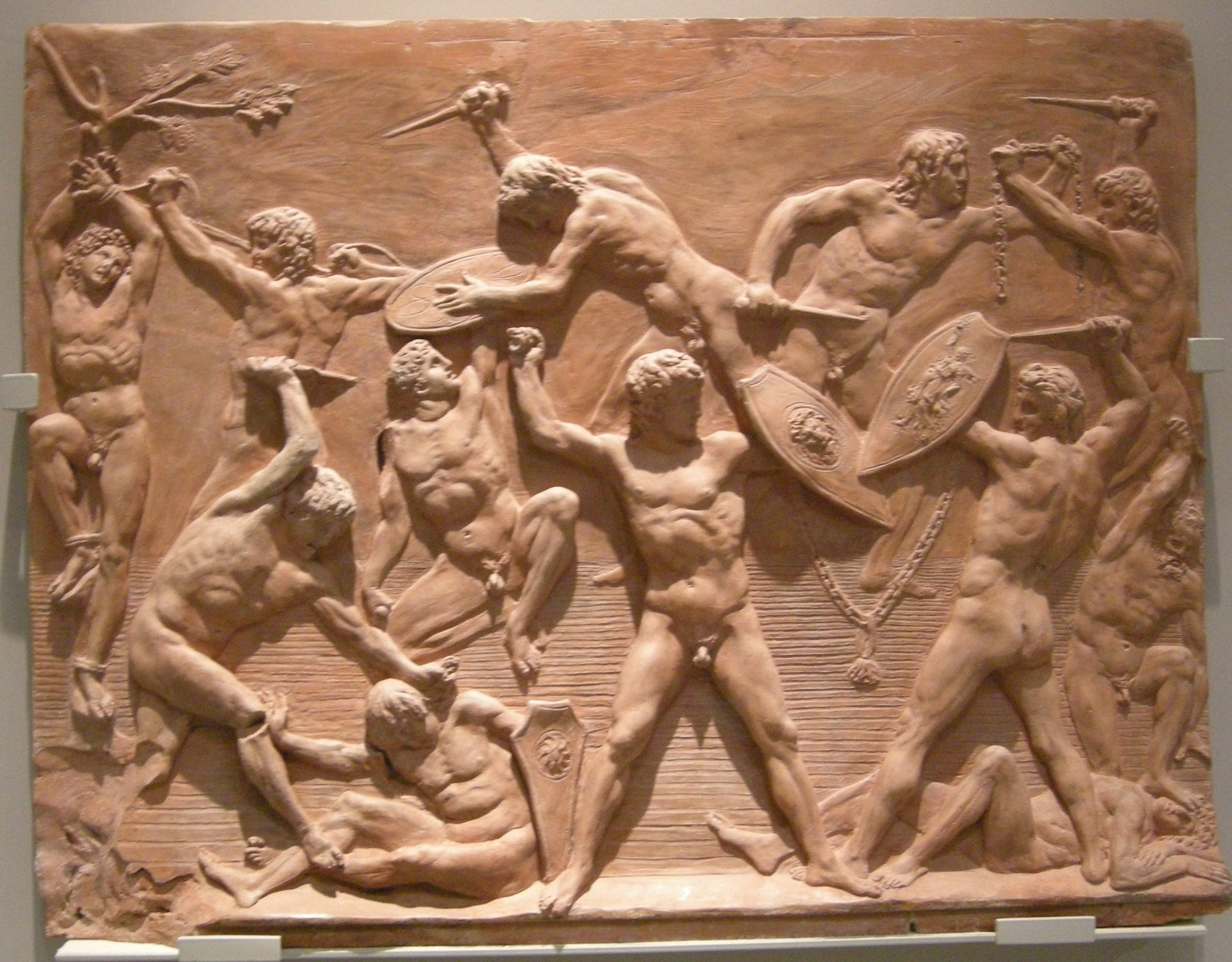
Битва обнажённых. Между 1470 и 1500. Терракота. Музей Виктории и Альберта, Лондон
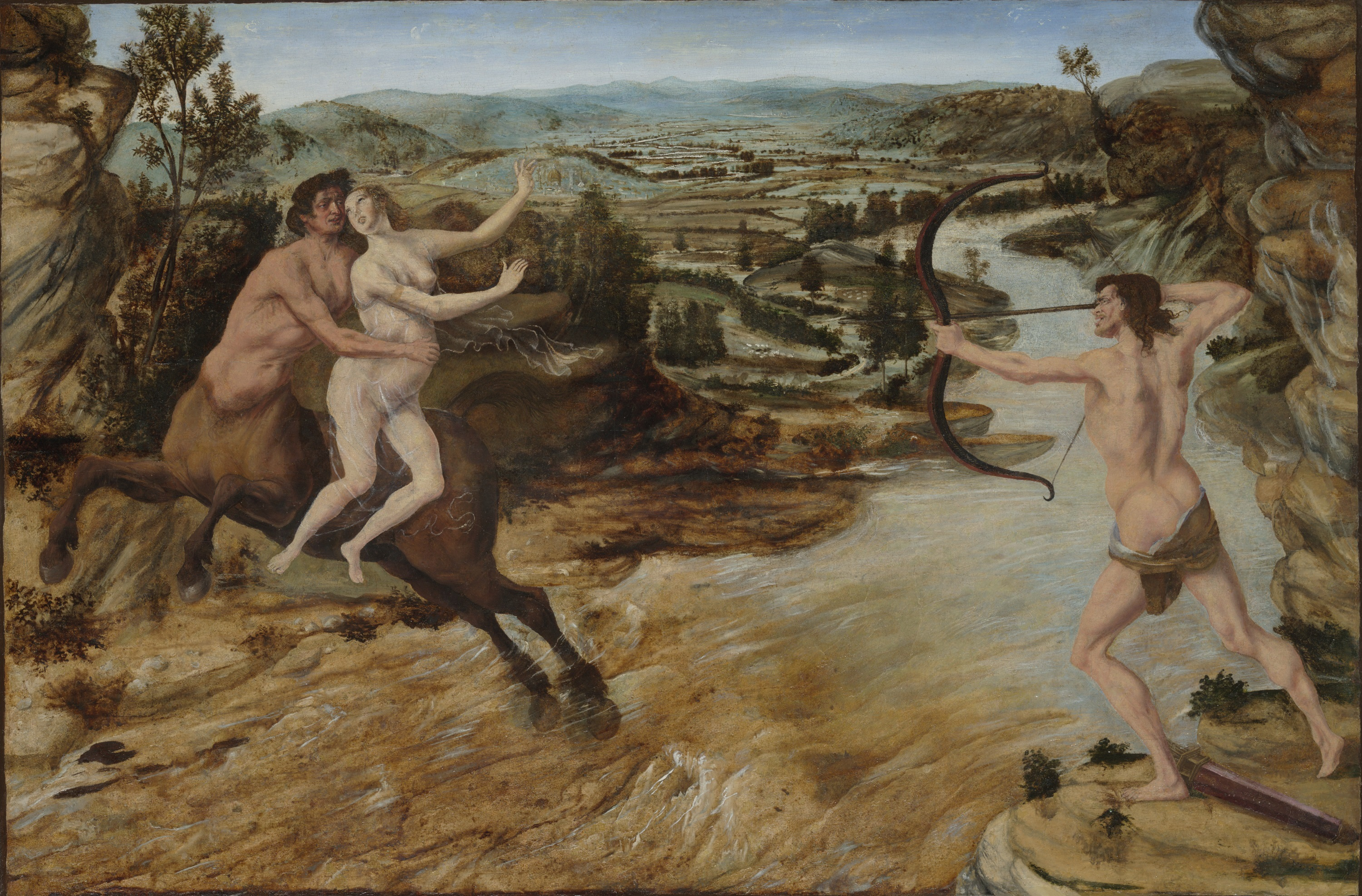
Геркулес и Деянира. Между 1475 и 1480. Дерево, масло. Художественная галерея Йельского университета, Нью-Хейвен, Коннектикут, США
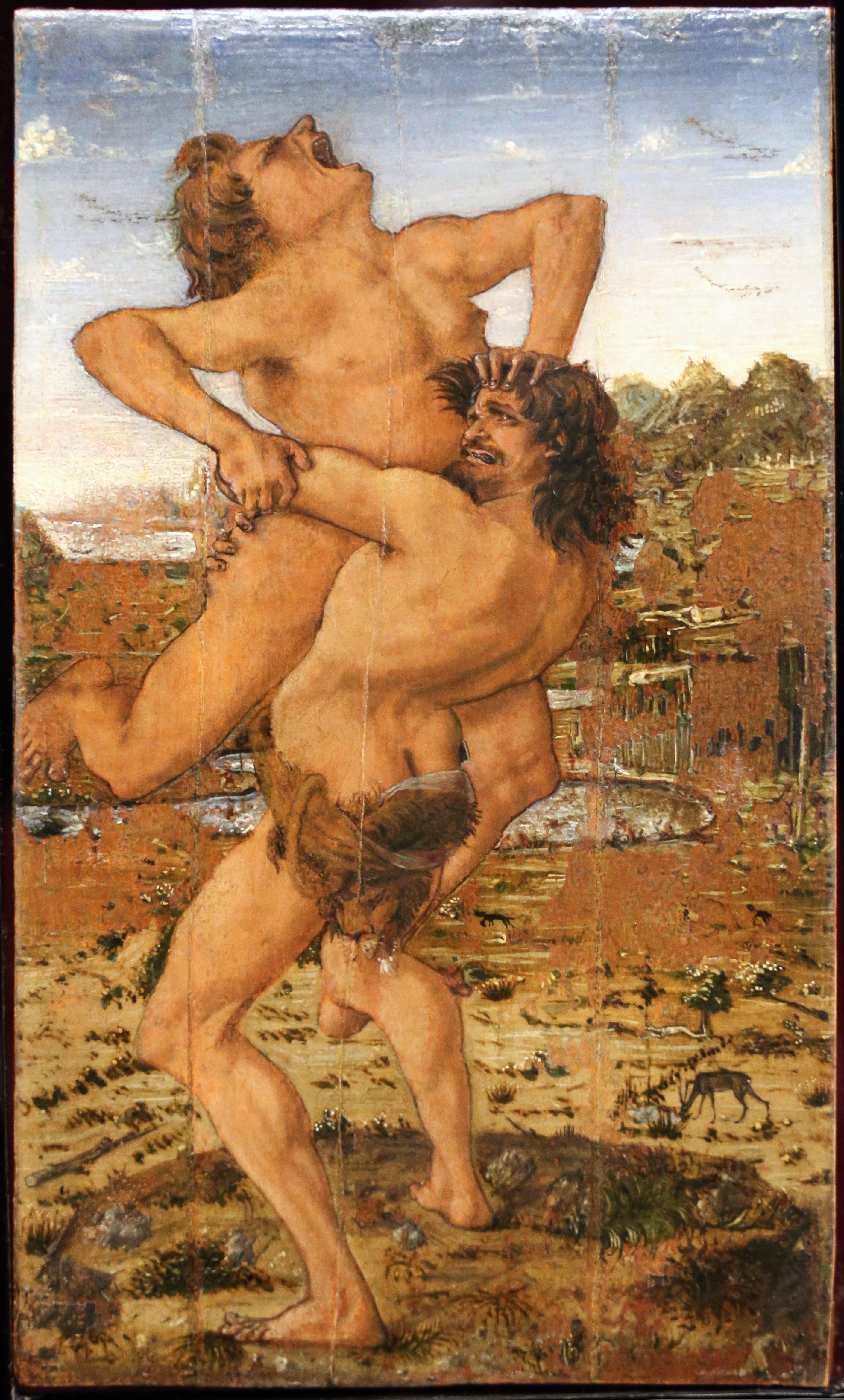
Геркулес и Антей. Между 1470 и 1475. Дерево, темпера. Уффици, Флоренция
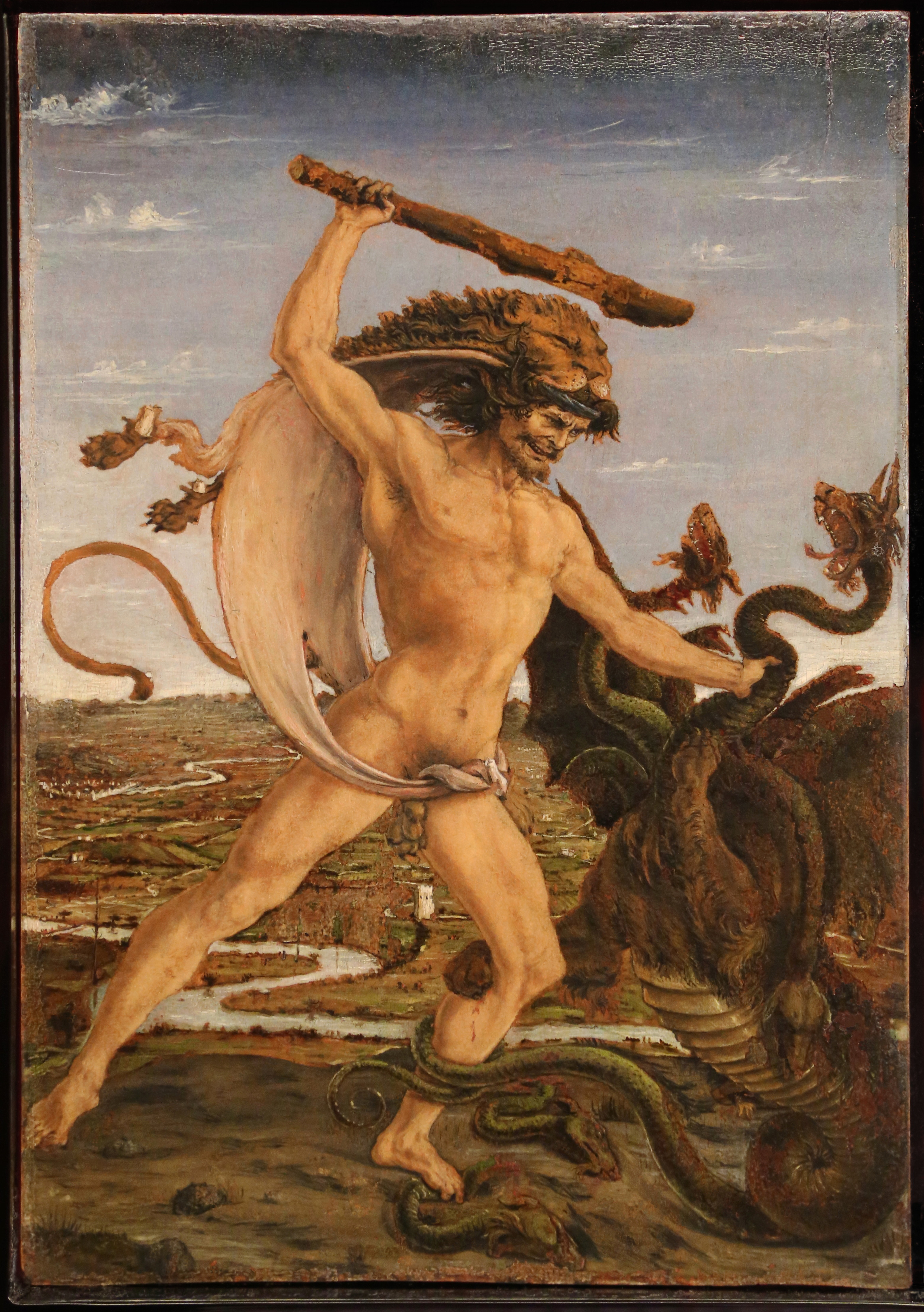
Геркулес и гидра. Ок. 1475. Дерево, темпера. Уффици, Флоренция
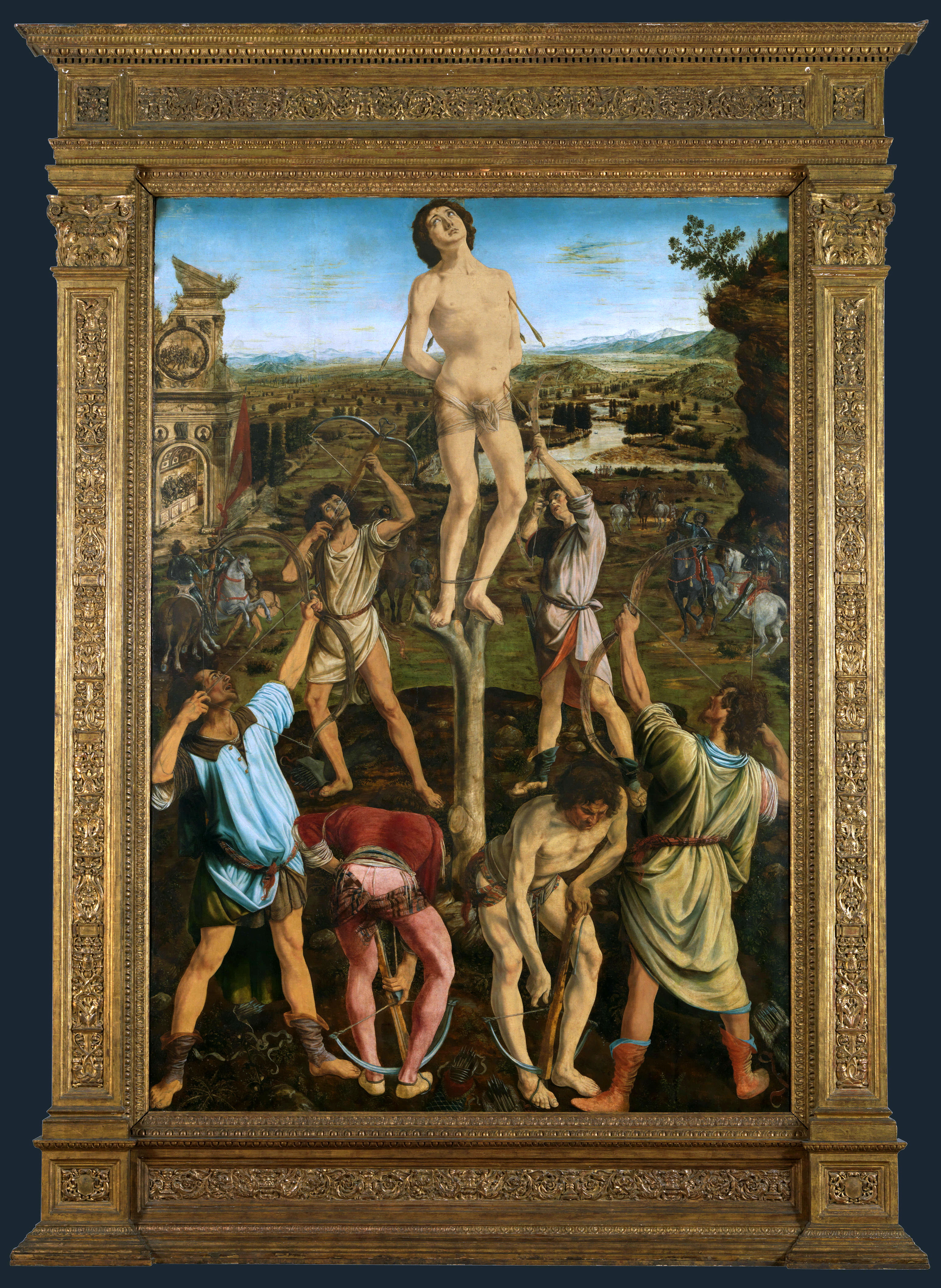
Антонио и Пьеро дель Поллайоло. Мученичество Святого Себастьяна. 1473—1475. Дерево, масло. Национальная галерея, Лондон
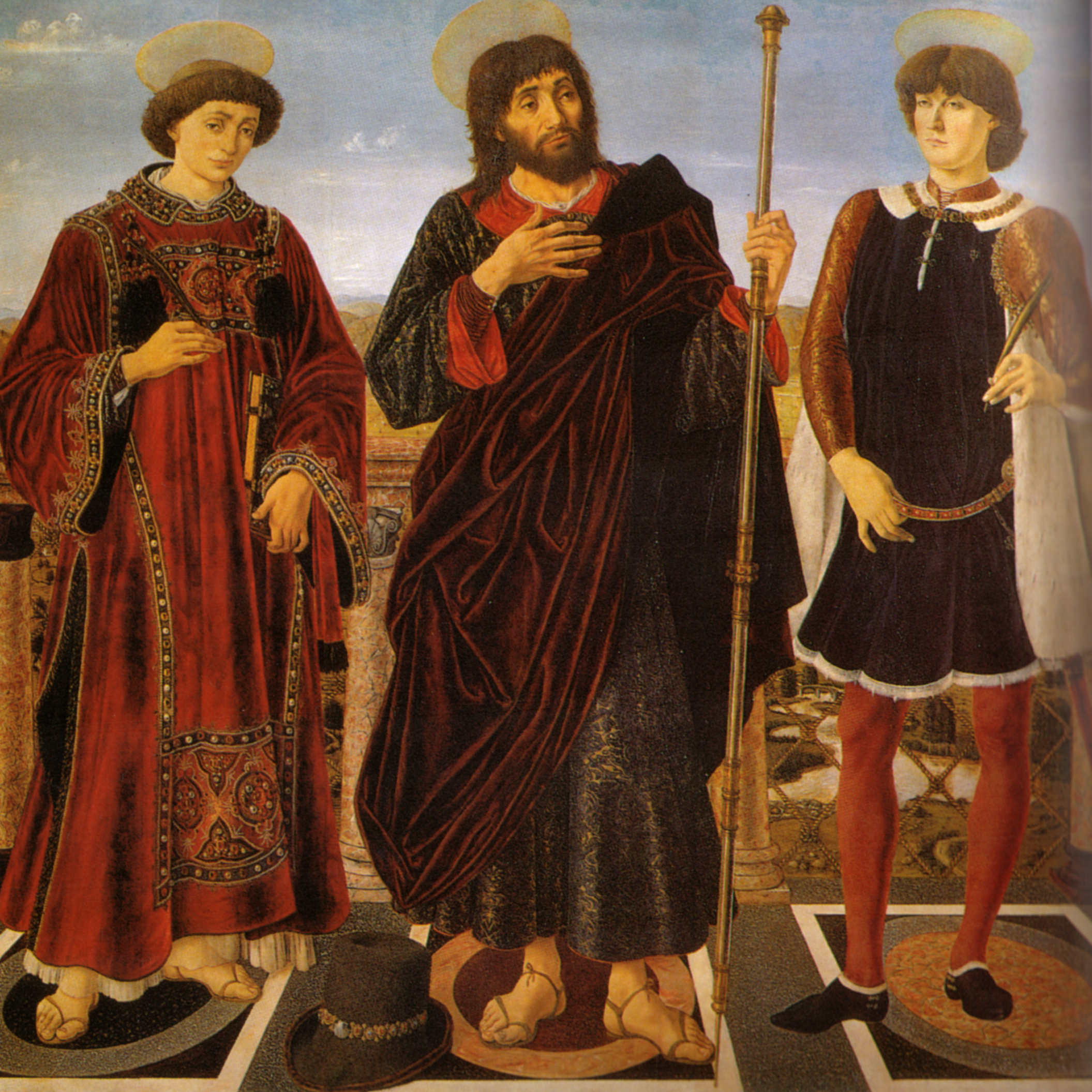
Антонио и Пьеро Поллайоло. Святые Винсент, Иаков и Евстафий. Алтарь Капеллы кардинала Португальского. Между 1466 и 1468. Дерево, масло. Уффици, Флоренция
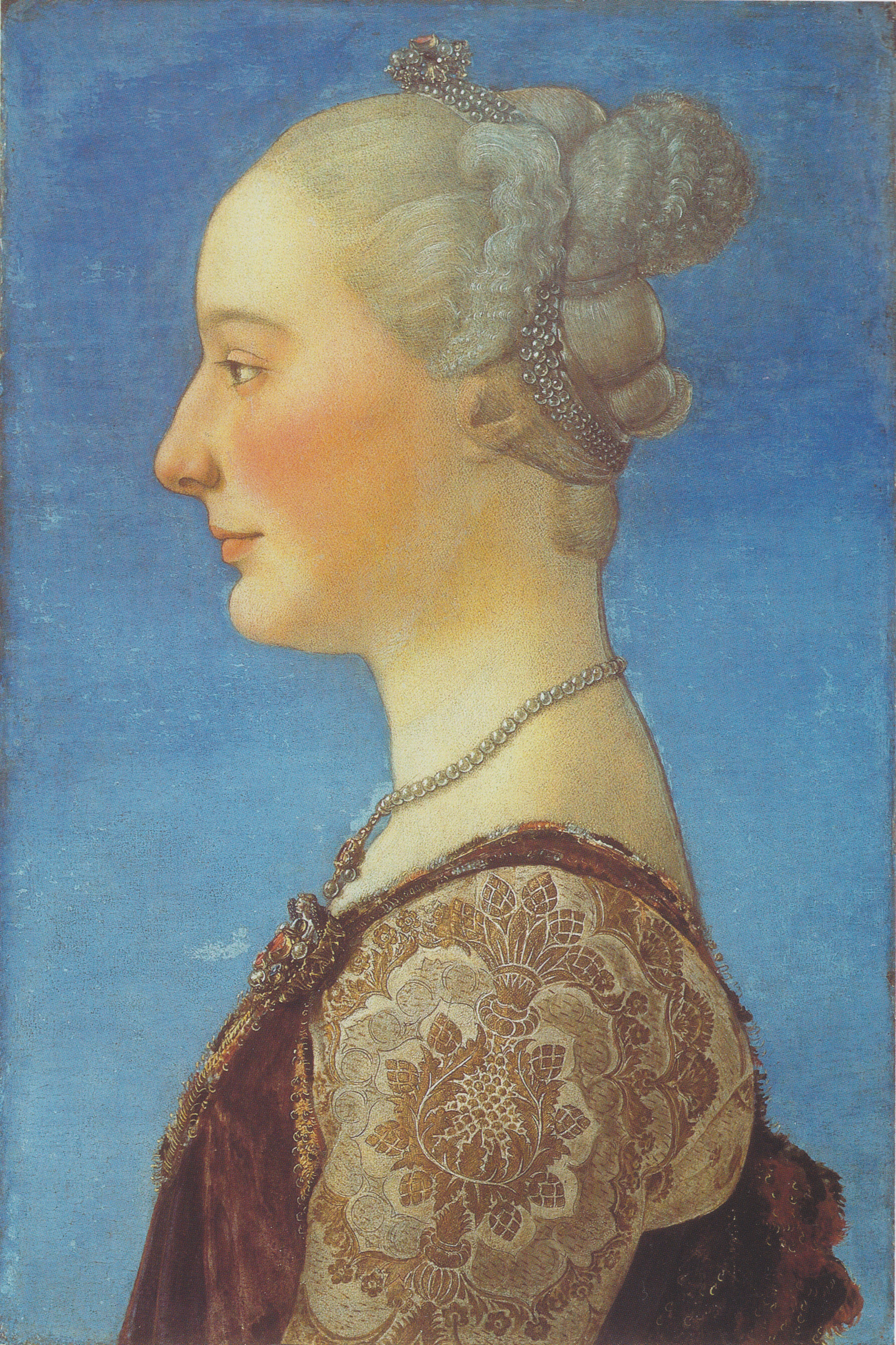
Женский портрет. Ок. 1470. Дерево, темпера. Уффици, Флоренция
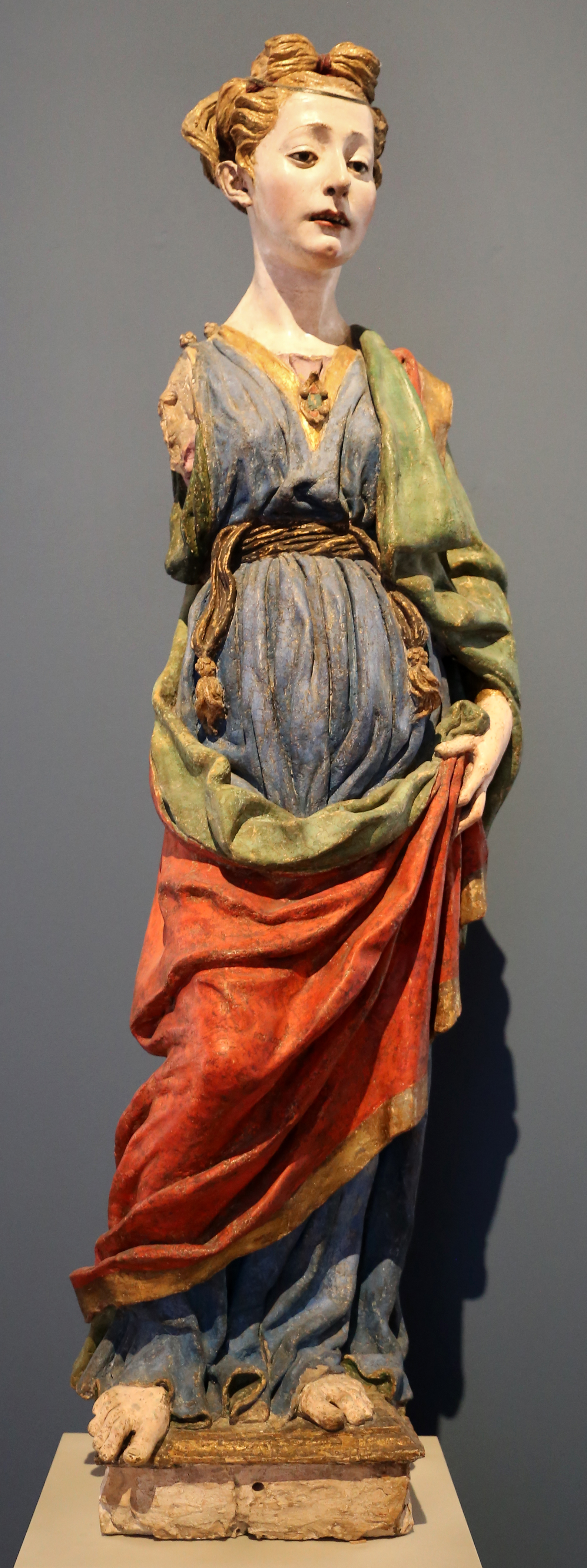
Аллегория добродетели (?). Ок. 1470. Дерево, роспись. Музей Боде, Берлин
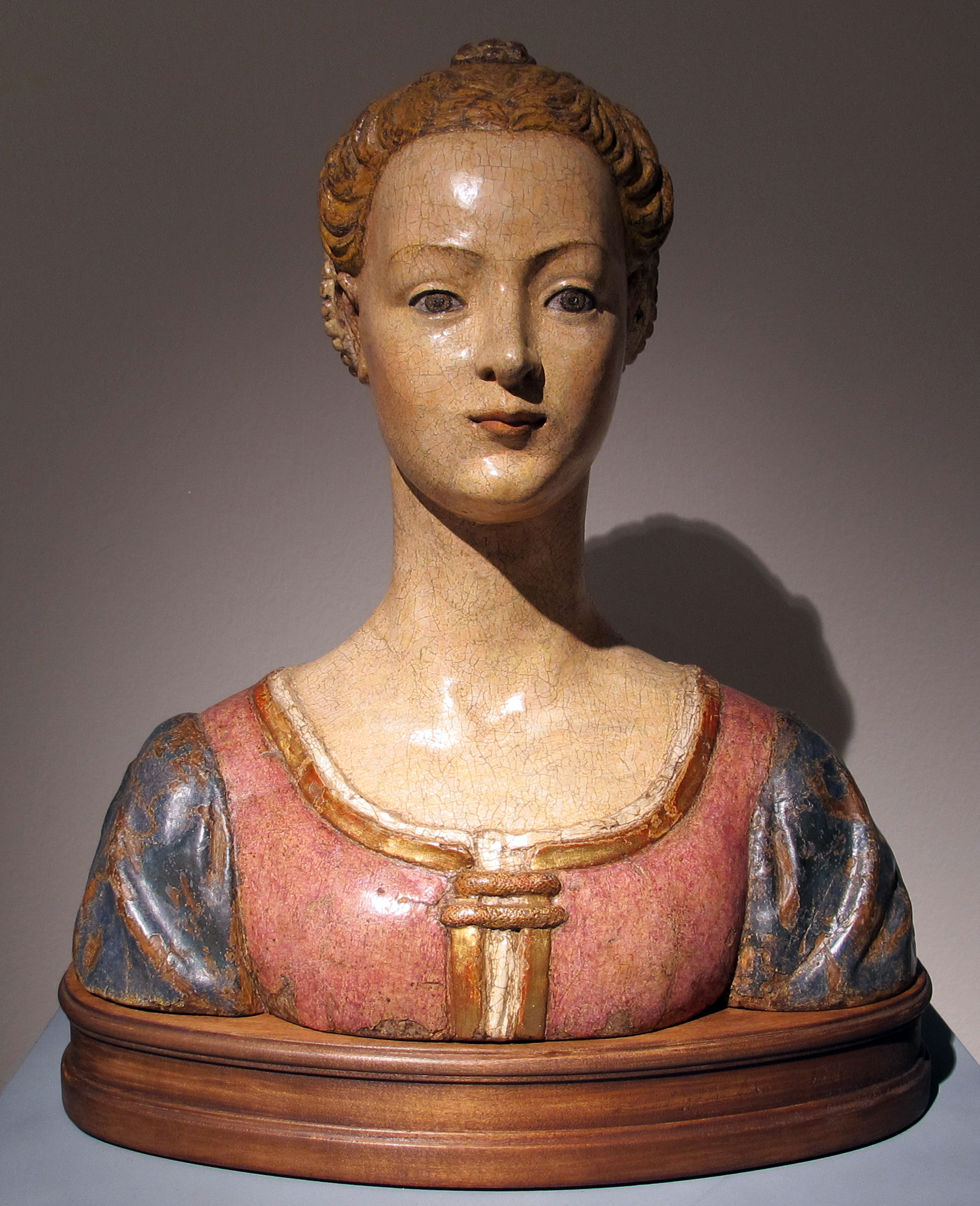
Портрет молодой женщины. Между 1460 и 1465. Дерево, роспись, золочение. Частное собрание
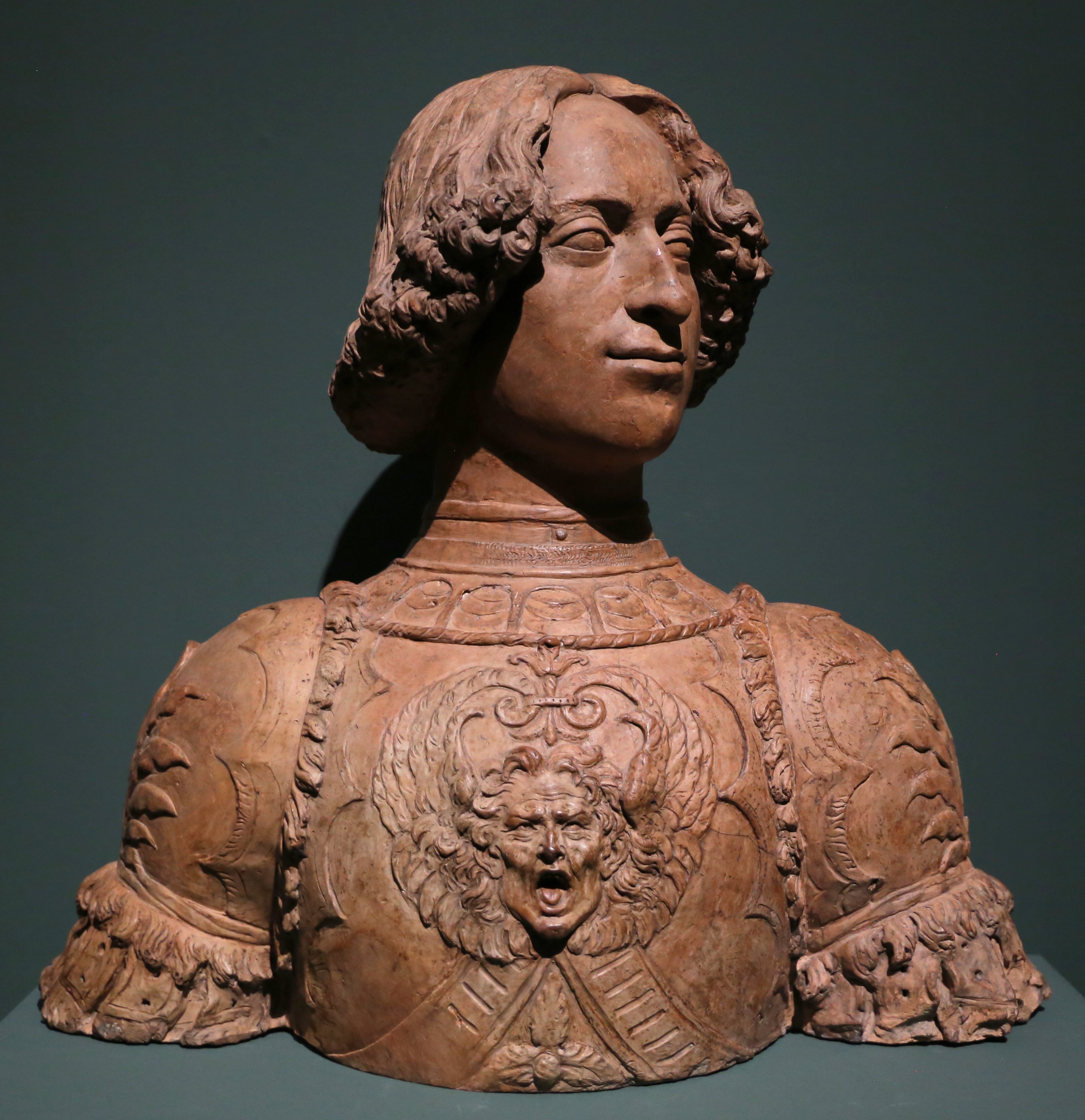
Бюст Лоренцо ди Дитисальви Нерони. Ок. 1459. Терракота. Барджелло. Флоренция
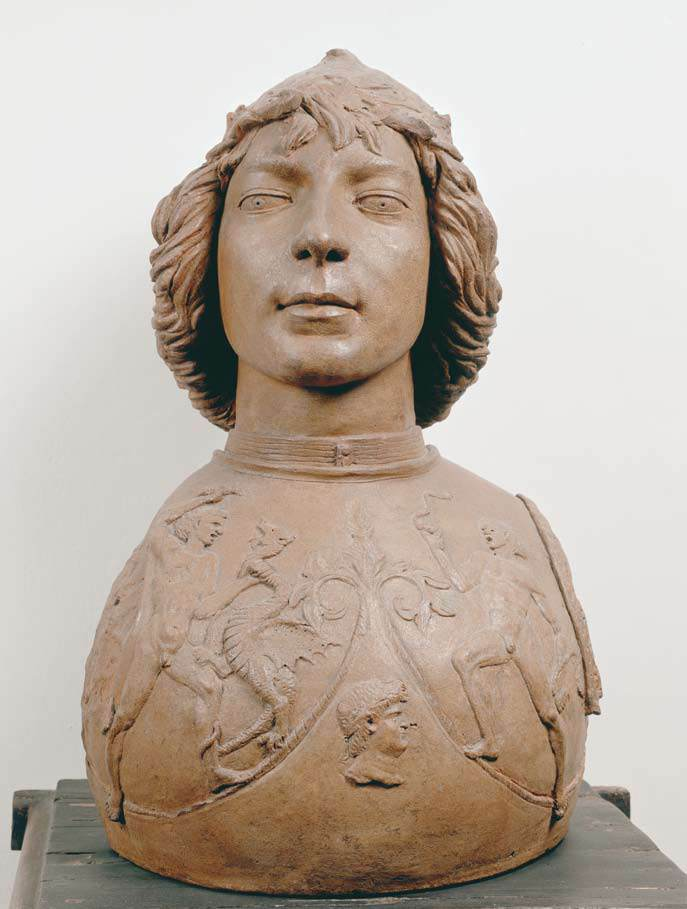
Бюст воина. Терракота. Барджелло. Флоренция
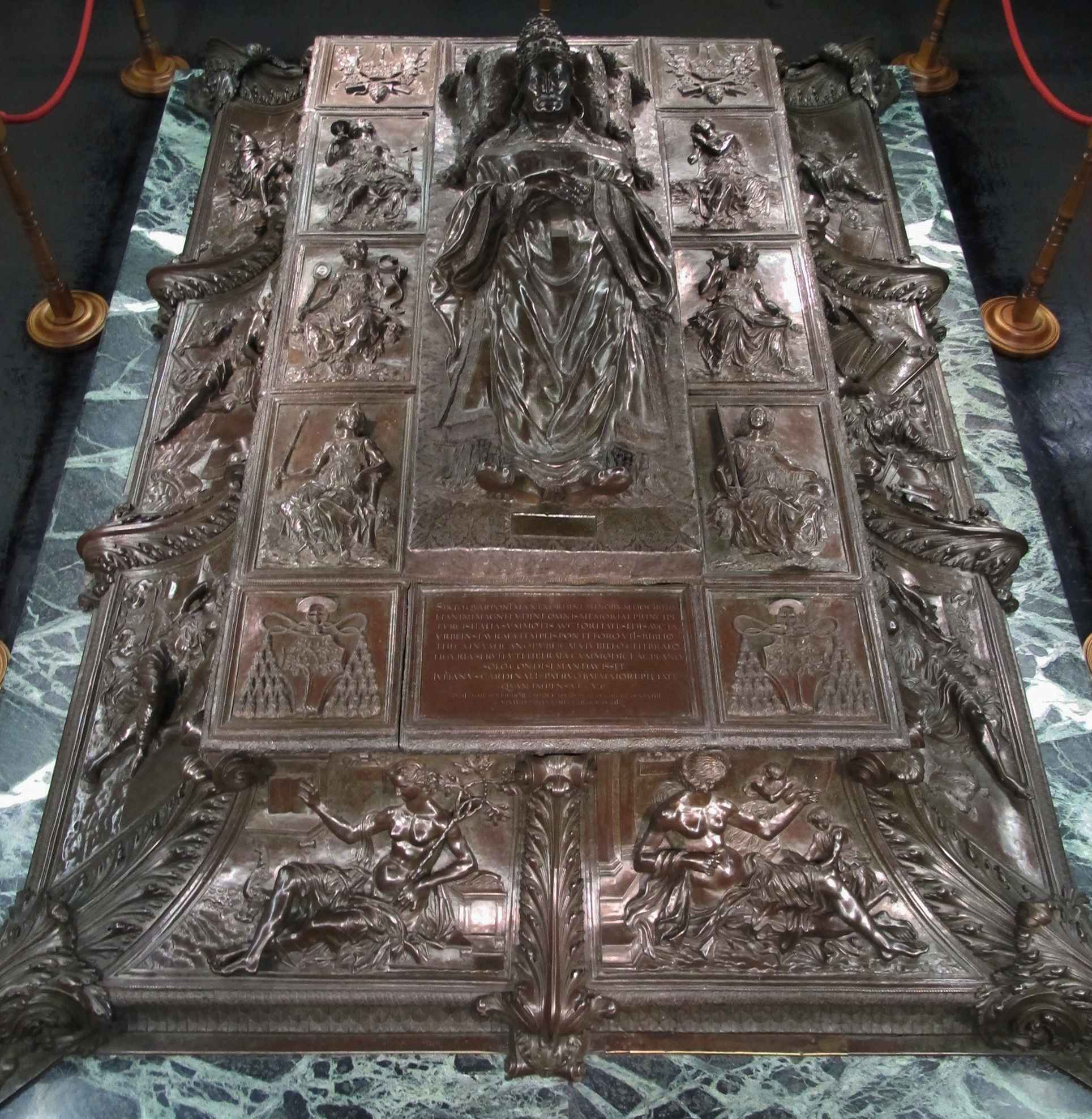
Надгробие папы Cикста IV. 1493. Бронза, серебрение. Сокровищница Святого Петра, Ватикан
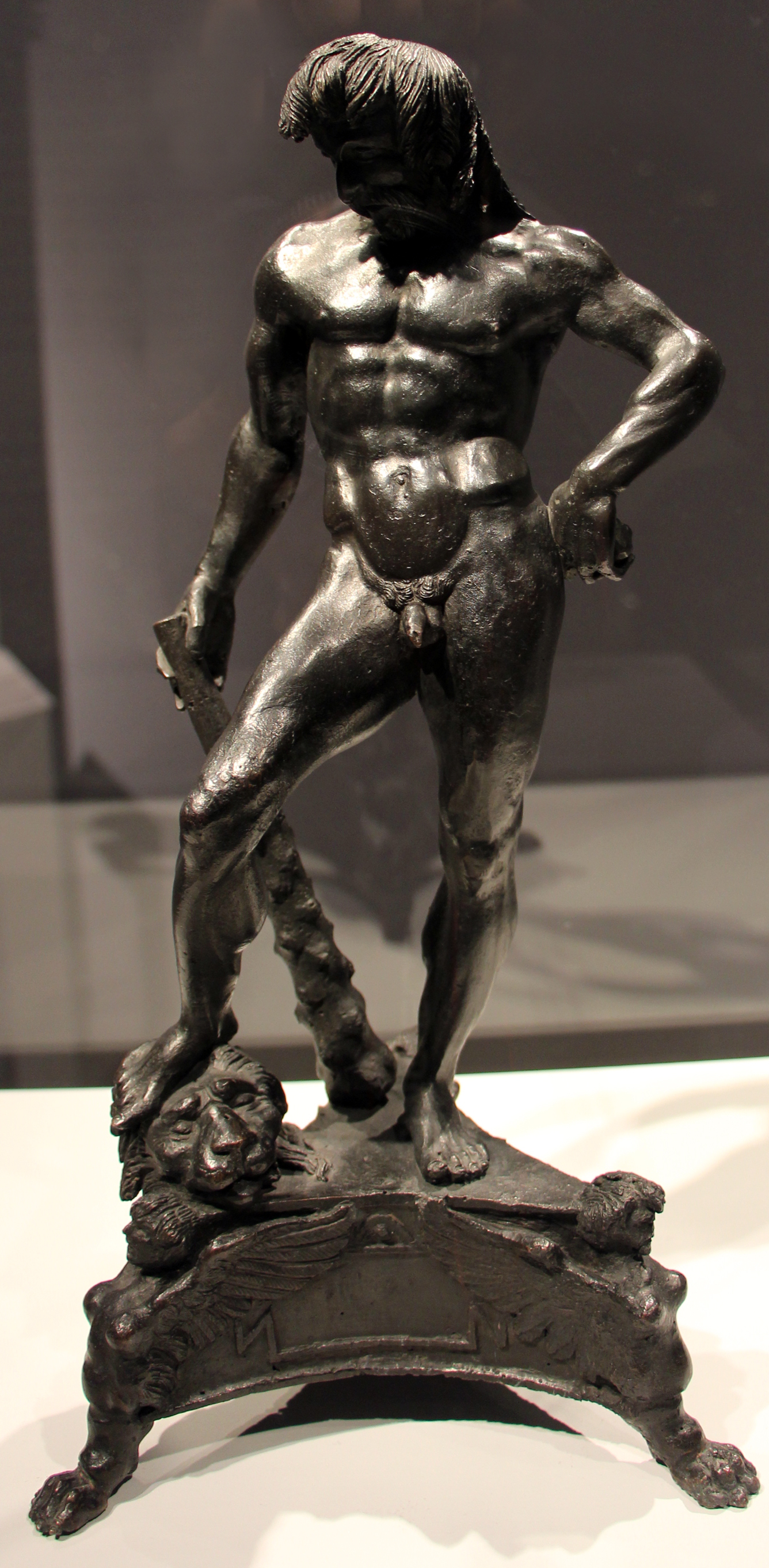
Геркулес. Ок. 1480. Бронза. Музей Боде, Берлин
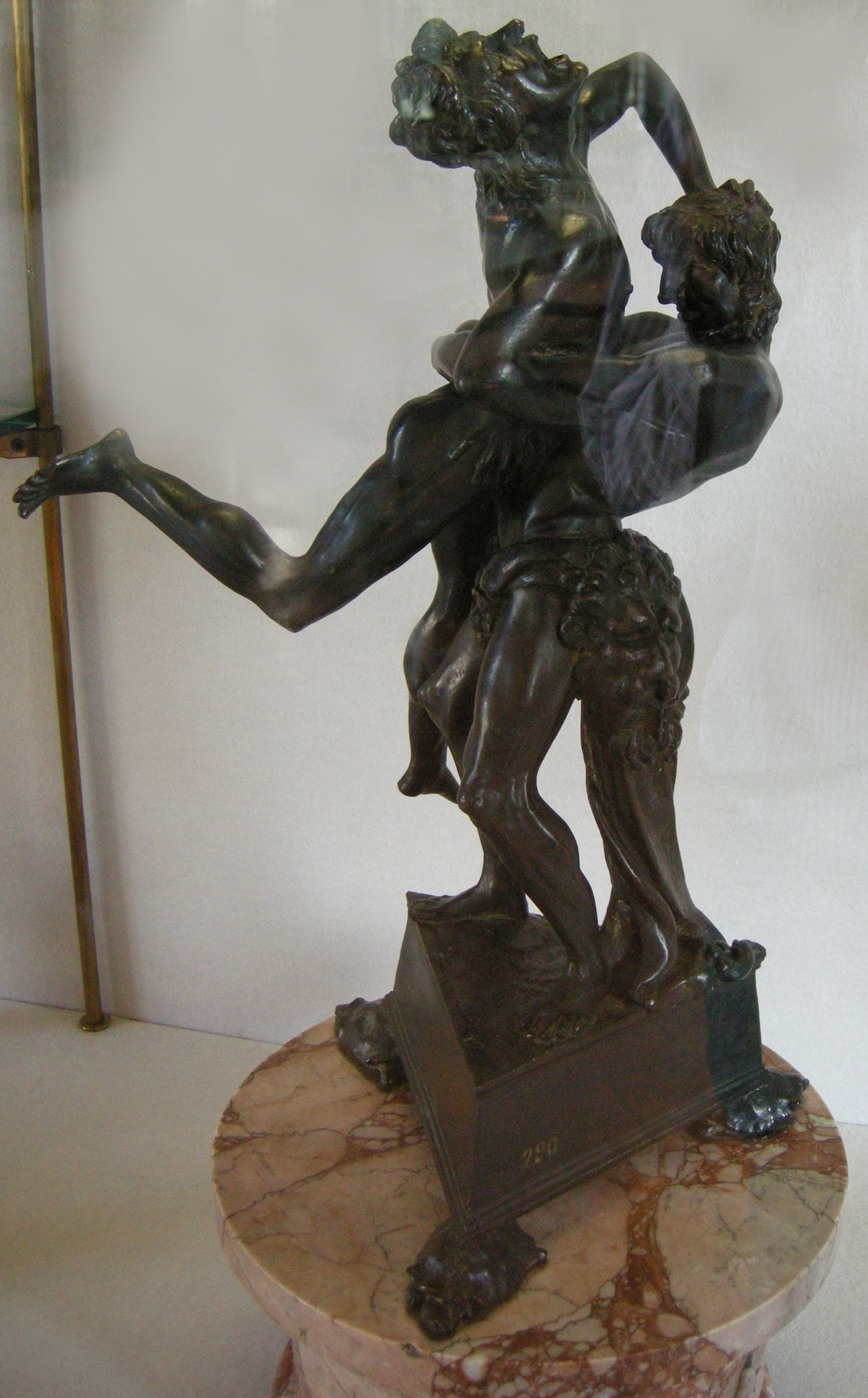
Геркулес и Антей. Бронза. Барджелло. Флоренция